# Microbates
Microbates es un género de aves paseriformes perteneciente a la familia Polioptilidae que agrupa a dos especies nativas del Neotrópico donde se distribuyen desde la costa caribeña del sureste de Nicaragua hasta las Guayanas, el norte de la Amazonia brasileña y el sureste de Perú. A sus miembros se les conoce por el nombre popular de soterillos y también currucas.

## Etimología
El nombre genérico masculino «Microbates» se compone de las palabras del griego «mikros»: pequeño, y «batēs»: caminador; y el nombre de la especie «collaris», del latín: referente al cuello, collar.

## Características
Las especies del género Microbates son pequeños polioptílidos que miden alrededor de 10,5 cm de longitud y habitan el sotobosque de selvas húmedas, algunas veces acompañando bandos en el estrato medio. Sus picos son largos y esbeltos. Levantan la cola frecuentemente, mientras la menean animadamente, y muchas veces la mantienen en ángulos peculiares.

## Lista de especies
Según las clasificaciones del Congreso Ornitológico Internacional (IOC) y Clements Checklist/eBird el género agrupa a las siguientes dos especies:
| Imagen | Nombre científico         | Autor                | Nombre común          | EC (*) |
| ------ | ------------------------- | -------------------- | --------------------- | ------ |
|        | Microbates collaris       | (Pelzeln), 1868      | soterillo acollarado  | LC     |
|        | Microbates cinereiventris | (P.L. Sclater), 1855 | soterillo carileonado | LC     |

(*) Estado de conservación

## Taxonomía
El presente género fue propuesto por los zoólogos británicos Philip Lutley Sclater y Osbert Salvin en 1873 para separar especies antes incluidas en Ramphocaenus; la especie tipo definida fue Microbates torquatus P.L. Sclater & Salvin, 1873, en realidad un sinónimo posterior de Microbates collaris, por lo que se adopta este último.